# Duroch-Inseln
Die Duroch-Inseln (in Argentinien Islotes Duroch, in Chile Roca Duroch) sind eine Inselgruppe kleiner Inseln und Rifffelsen, die sich über ein Gebiet von 5 km im Durchmesser vor der Nordküste der westantarktischen Trinity-Halbinsel erstreckt. Das Zentrum des Archipels liegt etwa 1,5 km nordwestlich des Kap Legoupil. Zum Archipel gehören unter anderem der Agurto Rock und der Silvia Rock.
Die Inselgruppe ist bekannt für ihren Reichtum an hier brütenden Meeresvögeln, besonders Pinguinen. 1990 wurden 3500 Paare des Eselspinguins, 800 Paare des Adeliepinguins und 9400 Paare des Zügelpinguins gezählt. BirdLife International weist die Duroch-Inseln deshalb als Important Bird Area (AQ076) aus.
Entdeckt wurden sie bei der Dritten Französischen Antarktisexpedition (1837–1840) unter der Leitung von Jules Dumont d’Urville. Dieser benannte die größte der Inseln als Rocher Duroch. Der Falkland Islands Dependencies Survey, der die Inseln 1946 kartierte, empfahl die Ausdehnung dieser Benennung auf die gesamte Inselgruppe. Namensgeber ist Leutnant Joseph-Antoine Duroch (1812–1884), ein Mitglied von d’Urvilles Forschungsreise auf der Gabarre Astrolabe.